# Forsyth (Montana)
Pour les articles homonymes, voir Forsyth.
La ville américaine de Forsyth est le siège du comté de Rosebud, dans l’État du Montana. Sa population s’élevait à 1 777 habitants lors du recensement de 2010.

## Histoire
Forsyth a été établie en 1876.

## Personnalités
- Carol Thurston, actrice, résidente dans sa jeunesse